# Pont du Châtelet (Fouillouse)
Pour les articles homonymes, voir Châtelet.
Le pont du Châtelet est un pont en arche de pierres à voie unique qui franchit une gorge de l'Ubaye sur la commune de Saint-Paul-sur-Ubaye dans le département français des Alpes de Haute-Provence. Construit en 1888, il est le seul accès carrossable au hameau de Fouillouse. Avec son arche unique, il semble comme posé au sommet de la gorge, étroite à cet endroit de 27 mètres et profonde de plus de 108 mètres. Autant l'écrin montagneux, la roche aux tons ocre-gris, l'étroitesse, comme l'enchainement immédiat avec un petit tunnel de roche à voie unique, rendent le site vraiment marquant. On peut admirer le site à partir d'un point de vue depuis la route allant de Serennes à Maurin.

## Histoire
Avant la construction du pont, l'accès à Fouillouse se faisait uniquement par un chemin piéton et muletier franchissant l'Ubaye à Grande Serenne (partie supérieure de Serennes).
Pour faciliter l'accès permanent au hameau, un projet de tracé d'une nouvelle route avec franchissement de la rivière par un pont au verrou de Châtelet est proposé le 14 août 1875. Le conseil municipal approuve ce projet en 1878 mais en retenant une solution de pont en bois, moins onéreux. Finalement, après avoir étudié la solution d'un pont en bois, le conseil municipal prend la décision le 14 juillet 1879 de construire un pont en maçonnerie, plus durable.
Après avoir obtenu l'accord des autorités militaires pour cette voie stratégique, le préfet donne son accord au projet le 21 juillet 1879. Le pont est terminé en 1882. Deux ans plus tard, le percement d'un tunnel de 28 mètres de long est terminé et la nouvelle liaison avec lui. La route donnant l'accès à Fouillouse n'est carrossable qu'en 1888. Le pont a été miné en 1944. Seule la chaussée a été détruite, l'arche ayant résisté. Le pont a été restauré en 1945. 

## Galerie

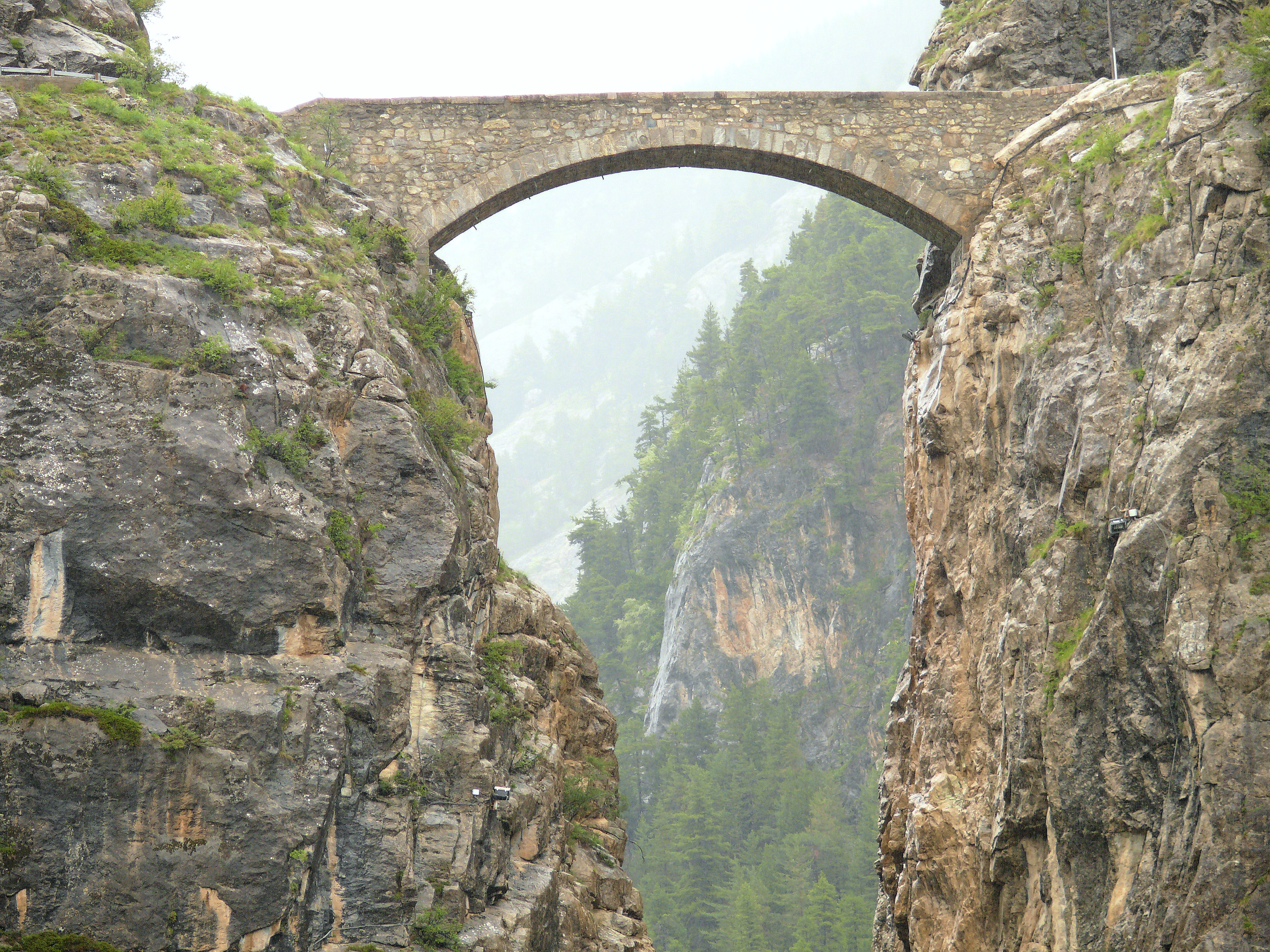
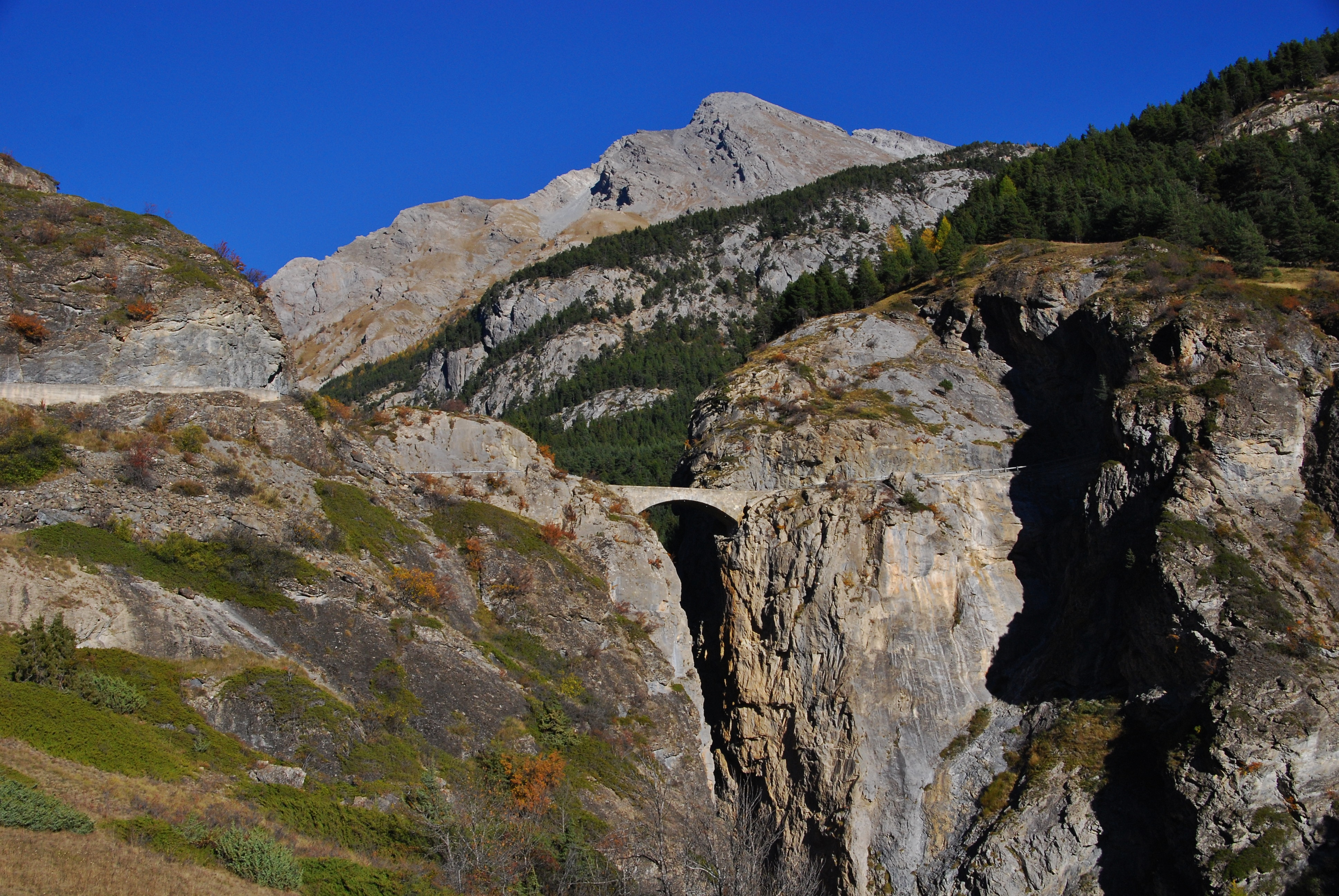
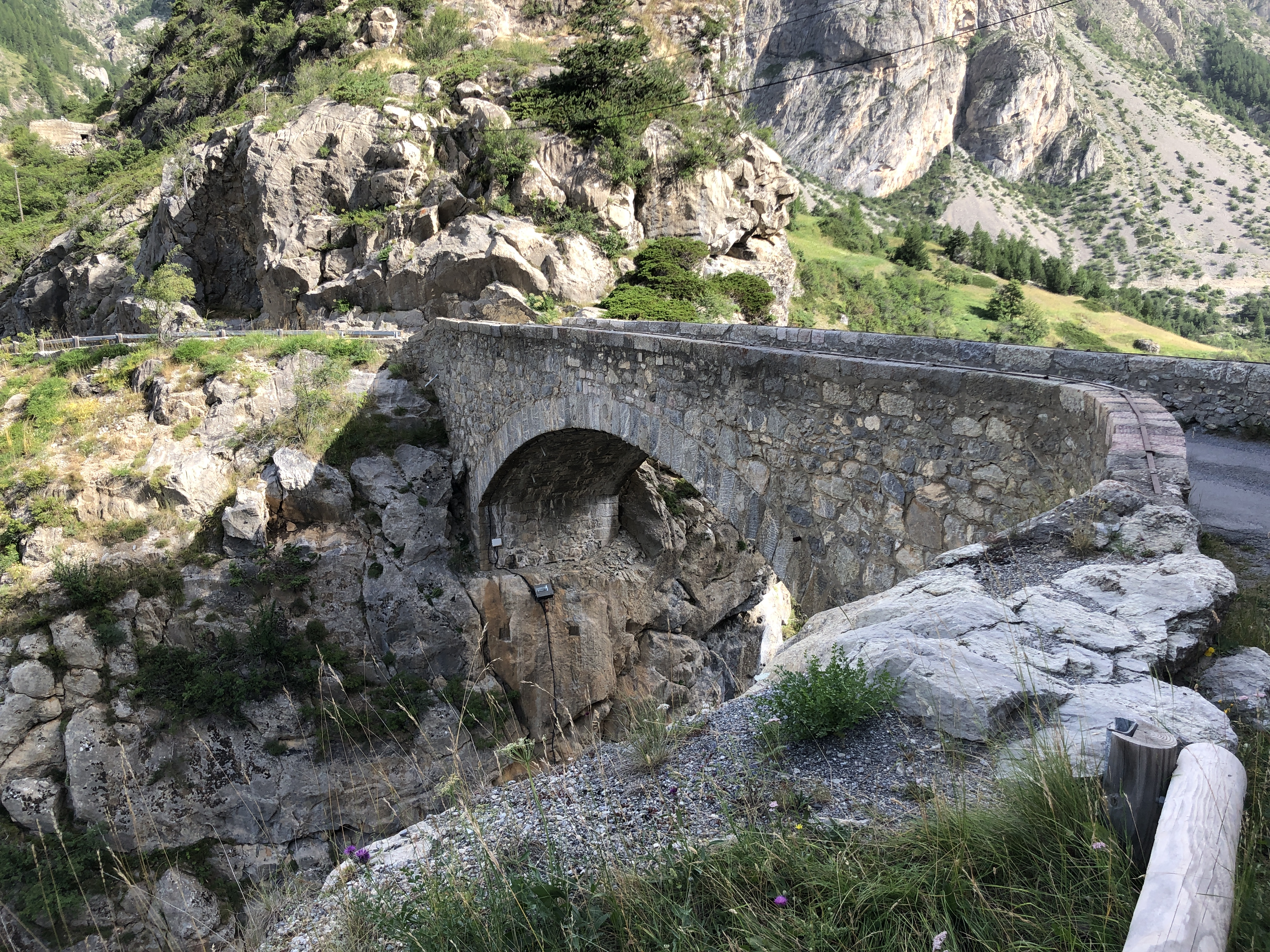